# Vel'oH!
vél'oH! est le système de vélos en libre-service de Luxembourg disponible depuis le 21 mars 2008. Mis en place par la ville, il est géré depuis 2008 par le groupe industriel JCDecaux qui décline à cette occasion une version luxembourgeoise de son système Cyclocity. Par extension, « vél'oH! » désigne la bicyclette elle-même. JCDecaux est renouvelé pour dix ans à compter d'avril 2018.
Disponible, dans un premier temps, uniquement dans Luxembourg, le système a été déployé, à partir de 2011, à Hesperange et Strassen, est étendu en 2018 à Bertrange, en 2021 à Leudelange, Mamer et Niederanven, puis en 2023 à Walferdange.
En 2023, il compte 26 029 abonnés de longue durée et en moyenne 3262 locations journalières en semaine.

## Histoire

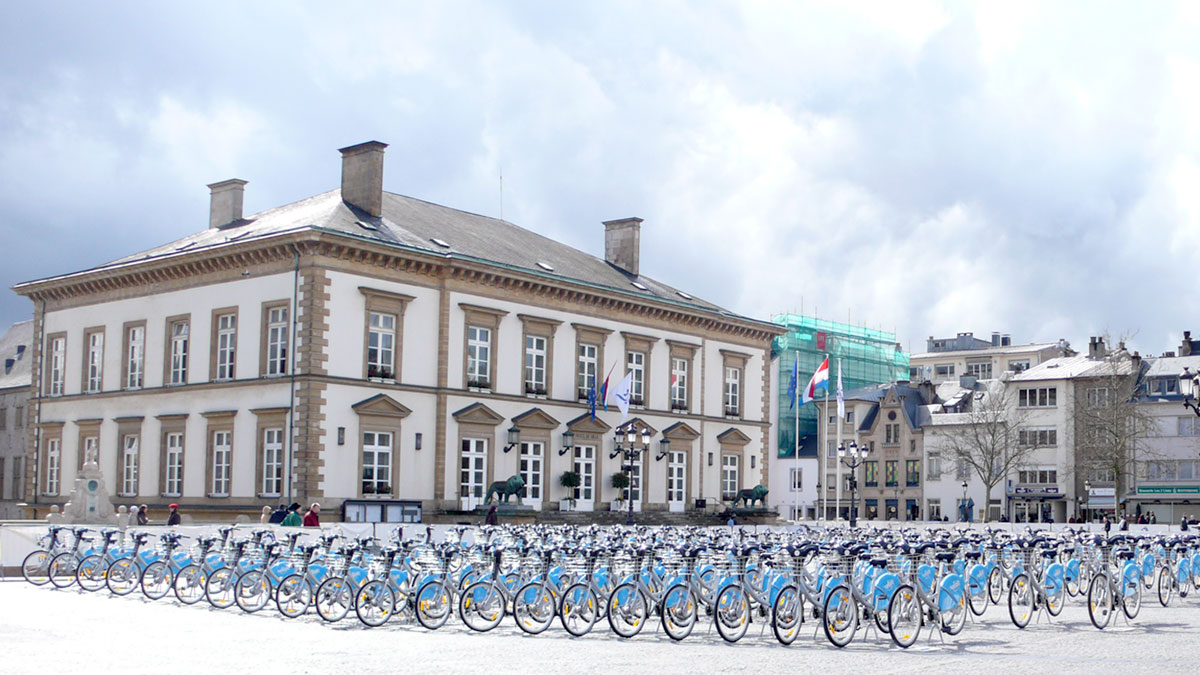
Le jour de l'inauguration.

Le service est inauguré le 21 mars 2008, en présence du ministre des Travaux publics Claude Wiseler, avec 250 vélos répartis dans 25 stations. En l'espace de cinq jours, 1 000 locations ont été enregistrées — malgré les averses de neige, temps peu propice à la pratique du vélo — et respectivement 300 et 500 abonnements courte et longue durée ont été souscrits, à la fin du premier mois ce sont 600 abonnements longue durée qui ont été souscrits. JCDecaux a de son côté installé 50 MUPI, le système étant en partie financé par la publicité. Le système a connu plusieurs pannes informatiques à ses débuts, tel des cartes d'abonnement détectées comme périmées alors qu'en réalité ce n'était pas le cas ou des bornes bugguées et inutilisables. Six mois après le lancement, le nombre de stations est passé à 28, puis à 35 en fin d'année. Au lancement, la ville offre un abonnement annuel pour tout don d'un vélo hors d'usage afin d'inciter les luxembourgeois à utiliser le service.
En décembre 2009, une convention est signée entre la ville et BGL BNP Paribas pour que cette dernière finance l'implantation d'une station, mise en service au printemps 2010, au sein de ses locaux au Kirchberg ce qui constitue une première pour ce service. Le service compte 420 vélos en 2010. En l'espace de deux ans, le service voit son nombre de stations et de vélos doubler pour atteindre 54 stations et 496 vélos en service en mars 2010.
Au cours de l'année 2011, dix nouvelles stations sont installées, plus les huit stations de Strassen et Hesperange, portant le nombre total de stations à 72, tandis que le service compte 677 vélos.
En août 2015, un habitant d'Esch-sur-Alzette, Sébastien Cayotte, effectue un trajet de cinq jours entre Luxembourg et Paris à l'aide d'un Vel'oH! pour récolter des dons — près de 3 000 € en tout — pour la Fondation Kriibskrank Kanner qui s'occupe d'enfants atteint d'un cancer : Il effectue son périple sans demander l'accord à JCDecaux et en dépassant allègrement la durée totale d'utilisation par jour, sa caution lui est remboursée à titre exceptionnel, malgré aussi le fait qu'il n'a pu retirer le Vel'oH! de la « bornette » de la station Vélib' à laquelle il l'avait accroché. Pour la même cause, il effectue l'année suivante un trajet Luxembourg-Bruxelles-Amsterdam, cette fois-ci avec l'autorisation du gestionnaire, où il récolte près de 900 €.
Le service atteint 75 stations et 707 vélos en juillet 2016, contre 678 vélos en 2015. En octobre 2016, une 76e station est ouverte et le service compte désormais 716 vélos
Le contrat actuel avec JCDecaux arrivant à échéance le 31 décembre 2017, un appel d'offres a été lancé en avril 2017 pour choisir le nouveau délégataire, qui sera choisi en septembre. Le service connaîtra quelques évolutions : la suppression des 50 MUPI qui permettent de financer en partie le fonctionnement du service grâce à la publicité, le reste étant assuré par la ville et la mise en place de vélos à assistance électrique qui devraient représenter 30 % de la flotte. Ces vélos permettront d'étendre le service dans des quartiers pentus comme Cents ou des communes éloignées comme Bertrange et Leudelange. La publicité continuera de financer le service, mais de façon différente.
Le 12 janvier 2018, la ville annonce la reconduction du contrat à JCDecaux pour dix ans à compter d'avril 2018. Ce contrat, d'un montant annuel de 14,6 millions d'euros, impliquera une hausse de l'abonnement de (15 à 18 euros), le passage de 69 à 85 stations et le renouvellement des vélos au profit de 850 vélos à assistance électrique, initialement au 1er juillet suivant, repoussé au 20 septembre 2018, en raison d'un problème de livraison de batteries,. Le renouvellement de la flotte devait de façon progressive à partir du 3 septembre 2018, mais est à nouveau repoussée pour le 30 novembre 2018 pour une partie de la flotte et vers la mi-décembre pour le reste. La rénovation des stations prévue en même temps, se déroule entre le 8 novembre et le 27 décembre 2018, à raison de sept à quinze jours de fermeture par station environ.
Le nouveau système est critiqué par les usagers en raison de nombreux problèmes avec les batteries, qui peuvent se couper en roulant — ce qui peut se remarquer par l'extinction des feux — ou avec l'accrochage ou le décrochage des bicyclettes aux bornettes qui ne marche pas forcément ; la mise en service des nouvelles stations est repoussée jusqu'à résolution intégrale des problèmes.
Le 17 septembre 2021, le réseau franchit la barre des 100 stations existantes avec l'extension à de nouvelles communes, Leudelange, Mamer et Niederanven, et remplace le système préexistant Mamer Vélo à Mamer.

## Fréquentation
Au bout d'un mois de service, 600 abonnements longue durée ont été souscrits. Six mois après, le système compte 2 600 abonnés longue durée et a été utilisé 60 000 fois. Ce nombre monte à 3 500 en juin 2009 puis à 4 500 en juin 2010.
En 2013, le service compte 5 400 abonnés annuels, et 6 330 abonnés l'année suivante.
Toujours en 2013, les deux-tiers des abonnés longue durée étaient des hommes âgés de 26 à 45 ans résident à 63 % dans la ville de Luxembourg. Le nombre de location journalière dépend de la météo et de la saison : si de mars à octobre 600 locations sont enregistrées chaque jour en moyenne, ce chiffre chute à 260 le reste de l'année. Un record de locations en un jour a été enregistré le 17 juin 2015 avec 1 135 utilisateurs.
En 2018, le service compte 8 604 abonnés longue durée puis 16 676 abonnés en 2019 soit le double.
Les vélos sont empruntés quotidiennement, pour moitié, vers midi et aux heures de pointe.
| Année | Nombre d'abonnés | Nombre de locations journalières (lundi-vendredi) | Nombre de locations journalières (samedi-dimanche) |
| ----- | ---------------- | ------------------------------------------------- | -------------------------------------------------- |
| 2008  | 2935             | 385                                               | 270                                                |
| 2009  | 4016             | 455                                               | 276                                                |
| 2010  | 4704             | 434                                               | 232                                                |
| 2011  | 4695             | 523                                               | 287                                                |
| 2012  | 5417             | 558                                               | 313                                                |
| 2013  | 5783             | 562                                               | 306                                                |
| 2014  | 6330             | 646                                               | 357                                                |
| 2015  | 6991             | 616                                               | 308                                                |
| 2016  | 7379             | 585                                               | 263                                                |
| 2017  | 7668             | 644                                               | 294                                                |
| 2018  | 8604             | 521                                               | 245                                                |
| 2019  | 16676            | 2130                                              | 1391                                               |
| 2020  | 16508            | 1615                                              | 1453                                               |
| 2021  | 18989            | 1986                                              | 1779                                               |
| 2022  | 22073            | 3262                                              |                                                    |
| 2023  | 26029            |                                                   |                                                    |

## Dispositif
Le dispositif comprend par définition les vélos, mais aussi des bornes, dotées d’un écran et d’un interphone, et des plots d'attache de vélo appelés communément « bornettes ».

### Stations

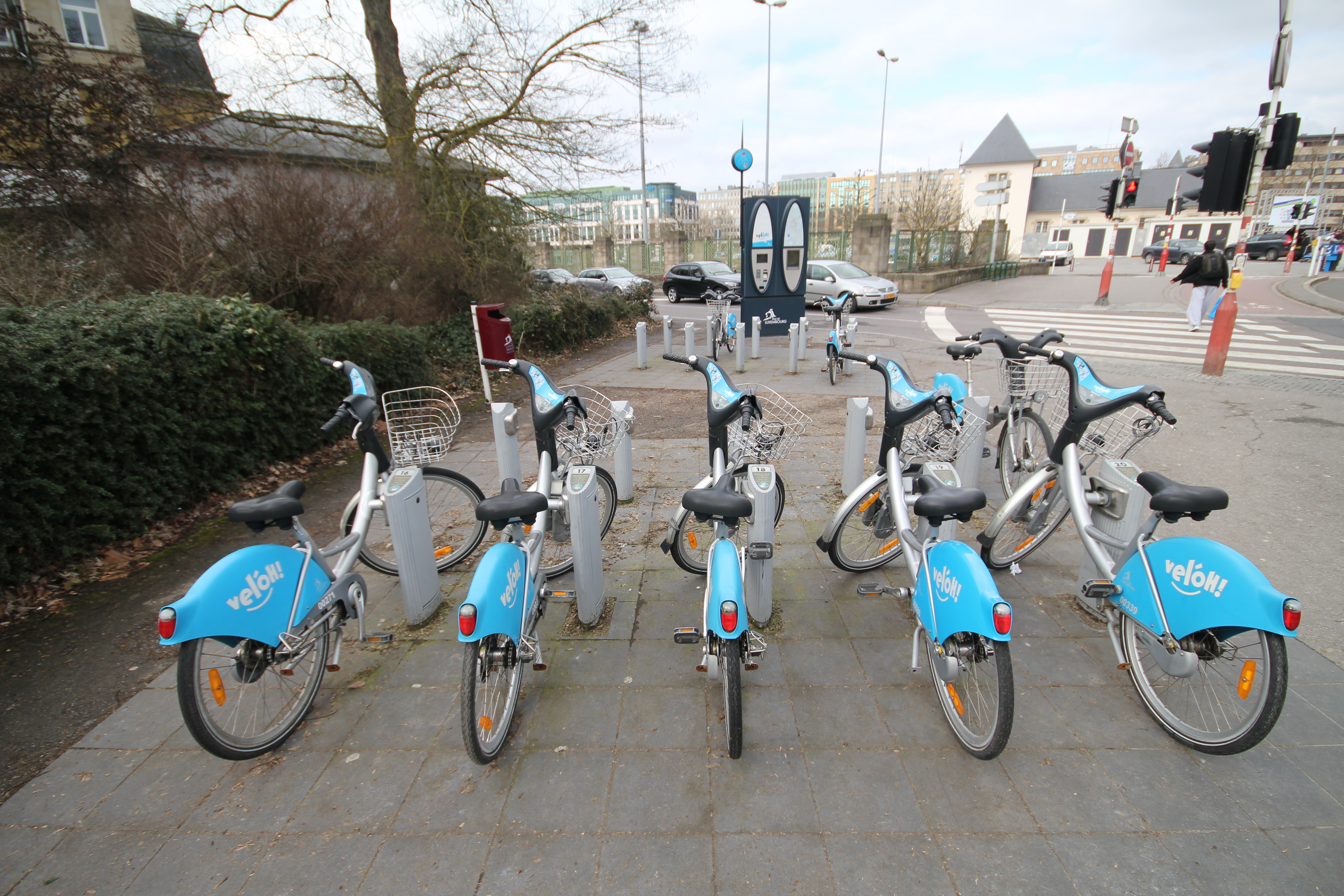
Vélos dans une station de la Ville-Haute.

En octobre 2016, le système comporte 76 stations (dont quatre à Hesperange — qui possède aussi des stations City Mov' entre 2016 et 2018 — et quatre à Strassen), pour un total d'environ 1 433 plots d'attache dont 160 sur ces deux communes. Chaque station comporte une borne permettant de demander la location d’un vélo, de consulter le solde de son compte longue durée, d’obtenir des informations sur le service Vel'oH! ou de consulter un plan interactif de la ville. Les bornes sont équipées d’un terminal de paiement par carte bancaire, permettant également de souscrire un abonnement courte durée. En décembre 2018, le nombre de stations est passé à 93.
Le système informatique de chaque station comprend un ordinateur, un lecteur de carte bancaire, d'un lecteur de cartes sans contact, et d'une imprimante. Le logiciel Cyclocity sert d'interface avec l’utilisateur de la borne. La borne est reliée aux points d’attache des Vel'oH! par un réseau ethernet souterrain. Un serveurs central délivre les autorisations de location et les informations sur le compte de l'emprunteur, les bornes communiquent avec eux via le réseau GPRS. La majorité d'entre elles sont accompagnées de, en tout, 50 Mobilier urbain pour l'information (MUPI) affichant d'un côté de la publicité et de l'autre des informations générales. Ces MUPI seront supprimées en juillet 2018.
Les points d'attache ou « bornettes » des Vel'oH! reprennent le design général de l'installation. Elles incluent un mécanisme de verrouillage du vélo et un lecteur de carte à puce sans contact qui lit les cartes d'abonnement. Chaque station compte de 15 à 25 bornettes et même 35 pour la plus grande, celle de la gare de Luxembourg.
Les stations Vel'oH! ont été installées soit sur la chaussée, soit sur le trottoir lorsqu'il est très large. Au 20 septembre 2018, le service compte 85 stations, dont des stations implantées à Cents et Pulvermühl, jusqu'à présent non desservies ainsi qu'à la commune de Bertrange où il remplace l'ancien service communal BE Bike Bertrange.
Au 21 décembre 2023, le réseau compte 144 stations dont 94 sur le territoire de Luxembourg-Ville ; à Mamer, le service remplace le système Mamer Velo qui existait depuis 2007.
| Commune     | Stations |
| ----------- | -------- |
| Luxembourg  | 94       |
| Bertrange   | 10       |
| Hesperange  | 8        |
| Leudelange  | 4        |
| Mamer       | 14       |
| Niederanven | 5        |
| Strassen    | 5        |
| Walferdange | 4        |

### Les vélos
(octobre 2024).

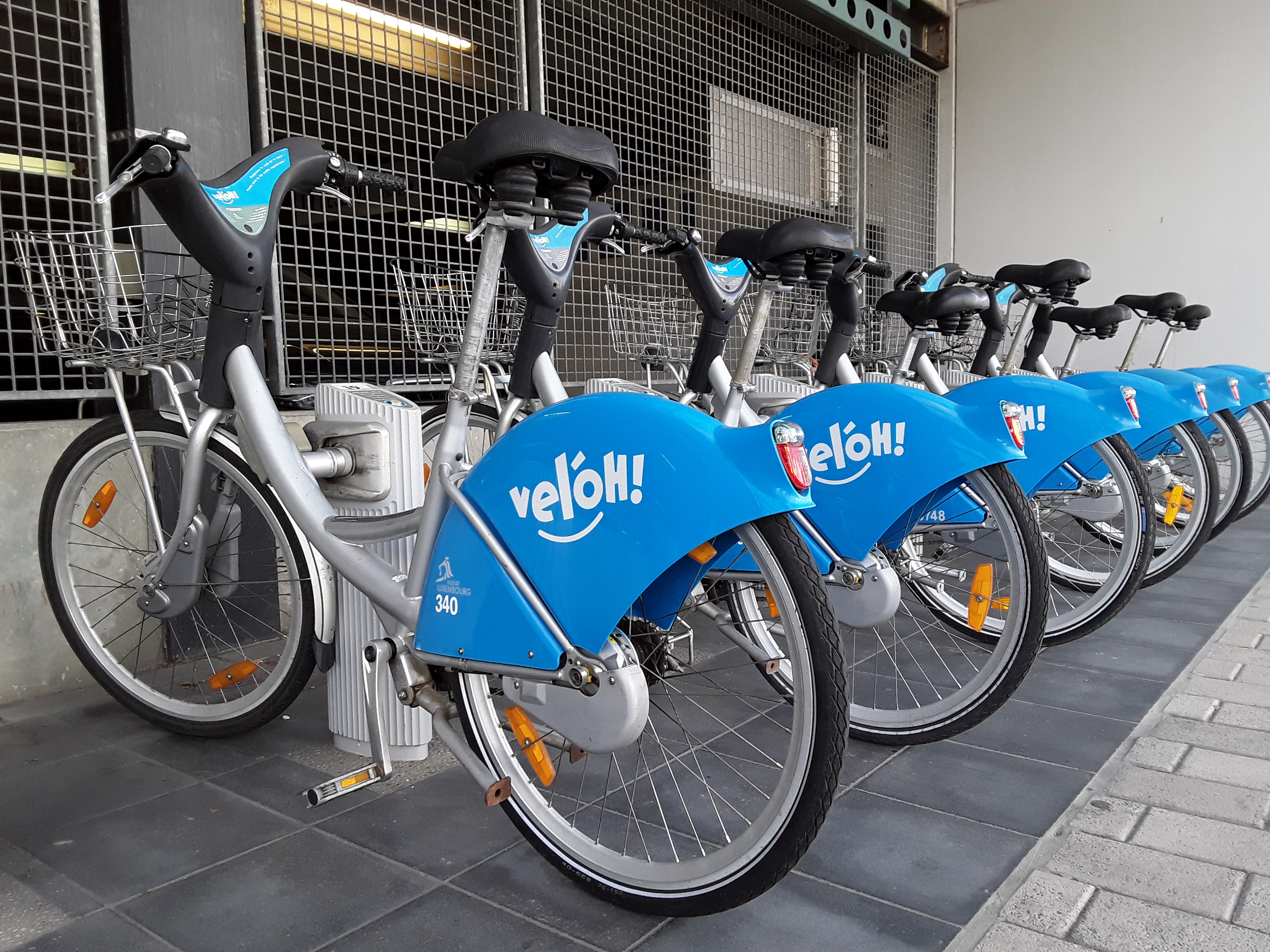
Un vélo vu de près.

Le nombre de vélos en circulation varie selon l'état du parc (vélos vandalisés, cassés ou en réparation). Au nombre de 850 depuis décembre 2018, ils sont de conception quasi identique aux Vélo'v lyonnais, issus eux aussi du système Cyclocity de JCDecaux.
Les vélos sont unisexes. Ils disposent d’un moyeu arrière à trois vitesses intégrées (modèle Nexus de Shimano), d’un éclairage permanent avant et arrière alimenté par une dynamo moyeu montée sur la roue avant et d’un panier situé devant le guidon.
Ils disposent également d’un antivol d’appoint à clé. Jugé par certains peu robuste, il est néanmoins suffisant pour protéger le vélo le temps d’une courte absence, par exemple pour se rendre dans un petit commerce. Une radio-étiquette est située au niveau du point d’ancrage pour identifier le vélo sur le plot.
Enfin, ils sont entièrement carénés pour lutter contre le vandalisme : les câbles sont cachés, les freins encapsulés dans les moyeux des roues, les pneus théoriquement « increvables » ; la selle, réglable en hauteur, ne peut pas être retirée sans outils adaptés et résiste aux coups de cutters.
Ils ne sont pas utilisables par de jeunes enfants (taille minimum : 1,50 m) et il n'est donc possible de souscrire un abonnement qu'à partir de quatorze ans, avec l'accord du responsable légal.
Chaque vélo pèse 23 kg, soit autant qu'un Vélib' parisien, ce qui est près du double d'un vélo classique, ce qui les rend peu adaptés à la topographie accidentée de Luxembourg. De plus, selon le champion de cyclo-cross Gusty Bausch qui a testé le système à l'initiative du journal germanophone Tageblatt, les freins sont insuffisant en descente, le champion allant jusqu'à les qualifier de « merde ».
Contrairement à son homologue parisien, très peu de vols de vélo ont été constatés, seulement dix entre 2008 et 2013. En termes d'entretien, sur la même période, entre 200 et 260, pneus, selles ou paniers ont été remplacés à la suite de crevaisons ou de dégradations.
La flotte est renouvelée partiellement début décembre 2018 avec 600 nouveaux vélos tandis que les 250 autres, ce qui porte la flotte à 850 unités, sont mis en service mi-décembre 2018 ; les nouveaux vélos à assistance électrique ont une autonomie de 30 à 40 kilomètres.

### Gestion de la rareté

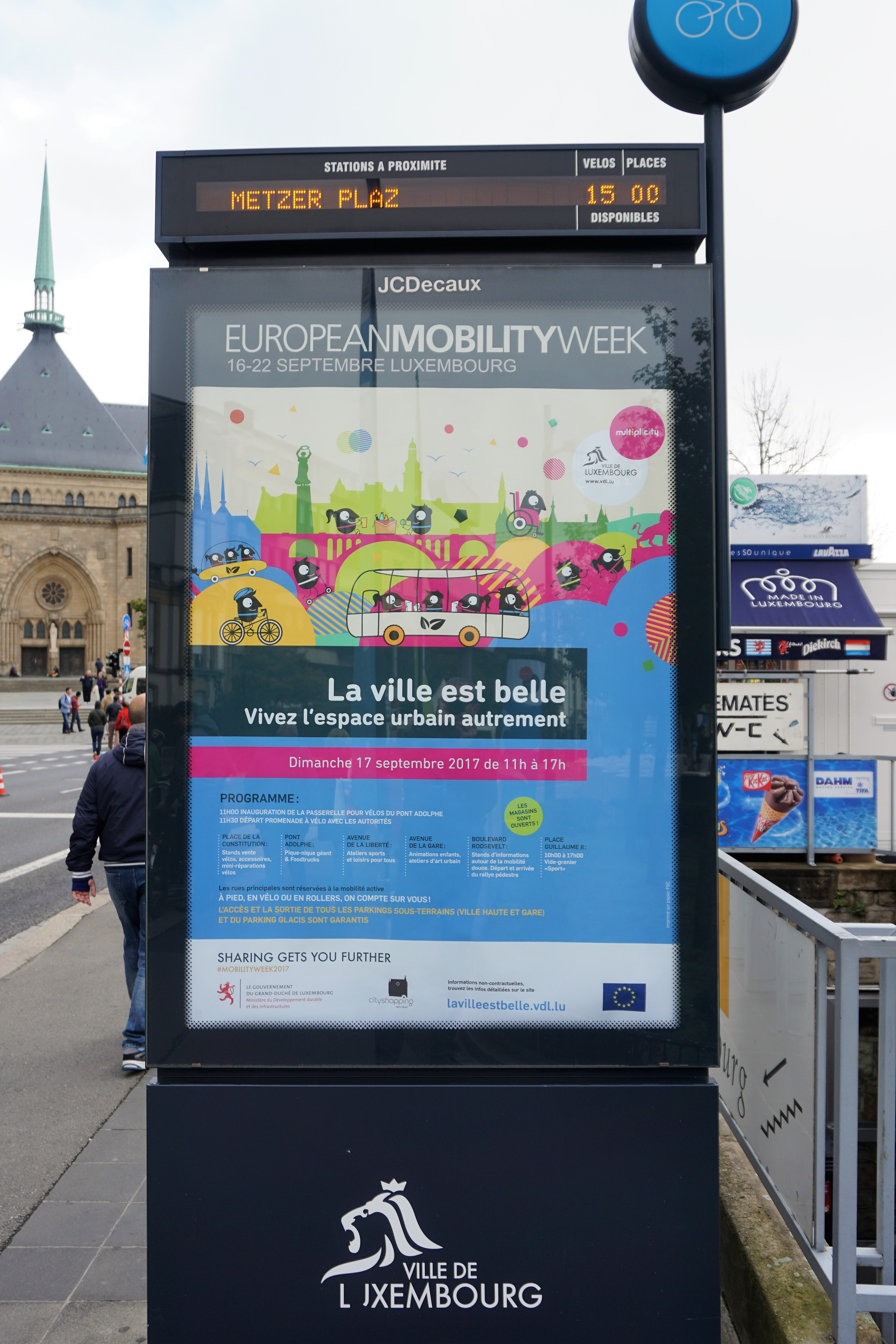
Les panneaux publicitaires situés à proximité des stations sont équipés d'écrans indiquant les autres stations à proximité et le nombre de vélos et de places disponibles.

L'usager peut être confronté soit à l'absence de vélos (station vide ou ne contenant plus que des vélos défectueux), soit à l'impossibilité de rendre son vélo (station pleine). Les utilisateurs sont peu nombreux à ramener les vélos dans les stations en altitude ; par ailleurs, les stations situées dans les quartiers plutôt résidentiels se vident le matin, parfois très tôt, tandis que celles des quartiers concentrant les actifs souffrent d'un engorgement à l'arrivée des salariés et se vident rapidement en soirée. De manière plus générale, c'est surtout dans les quartiers monofonctionnels que se manifestent les déséquilibres.
Pour résoudre en partie cette situation, le gestionnaire a mis en place un dispositif de régulation. Ainsi, des agents travaillent jour et nuit à améliorer la répartition des vélos dans les stations, ils disposent pour cela de camionnettes afin de déplacer les vélos.

## Modalités de location

### Abonnement et caution
Pour pouvoir utiliser le service Vel'oH!, l'usager doit souscrire un abonnement. Sont disponibles des abonnements de courte durée (7 jours) et de longue durée (1 an). Les abonnements de courte durée sont disponibles directement aux bornes. L'abonnement à l'année se fait en ligne ; dans un délai de quelques jours, l'abonné reçoit alors un courrier de confirmation comportant son numéro personnel d’abonnement et sa carte à puce sans contact Vel'oH!. La mKaart n'est pas encore utilisable avec le service, ce qui est toutefois prévu depuis son lancement en 2014, à une échéance qui reste à ce jour indéterminée.
Pour toutes les formules d'abonnement, le dépôt d'une caution de 150 € (par autorisation de prélèvement) est nécessaire (tarif en vigueur en juillet 2017).
Si le vélo n’est pas restitué dans les 24 heures, de la moitié à la totalité de la caution de 150 € est encaissée en fonction de la durée au bout de laquelle le vélo est finalement restitué. En cas de vol, la franchise est réduite à 35 €.

### Tarifs
En février 2025, les tarifs sont les suivants :
- ticket 1 jour : 2 € ;
- ticket 3 jours : 5 € ;
- abonnement 1 an ou longue durée : 18 €.

À la même date, le tarif d’utilisation est :
- gratuit pour la première demi-heure d’utilisation ;
- la demi-heure suivante est facturée 0,50 €, la 3e demi-heure à 1 € et les demi-heures suivantes à 2 € par demi-heure.

Il est possible de louer un vélo autant de fois qu'on le souhaite pour profiter de la première demi-heure gratuite.
Le système exige aussi une assurance en responsabilité civile, incluse dans la majorité des contrats souscrits à bien d’autres occasions.
Selon le point 8.3 des conditions générales d'accès et d'utilisation, l'accès au service est ouvert aux mineurs de 14 à 18 ans, l'abonnement étant souscrit par leur tuteur légal ou sous sa responsabilité. Le point 8.5 indique de son côté que l’accès au service est interdit aux moins de 14 ans, accompagnés ou non.

### Utilisation de la carte d'abonné
Les vélos sont disponibles 24 heures sur 24 et 7 jours sur 7. Des stations sont prévues tous les 300 mètres. Le système prévoit de pouvoir emprunter un vélo à l'aide d’un processus automatisé par carte et de le restituer de la même façon dans n'importe quelle autre station.
En cas de location de courte durée, l'usager utilise sa carte bancaire sur une borne pour créer un ticket comportant son numéro de client. Grâce à ce ticket, il peut dès lors effectuer autant de trajets que voulus pendant la période de location. Il est également possible d'utiliser sa carte d’abonnement longue durée à la place de ce ticket. Avec une carte d’abonnement, il est possible d’aller directement sur les points d'attache pour déverrouiller un vélo, alors qu'avec un ticket il faut systématiquement s'adresser à la borne afin d'y entrer son numéro client et son code secret.
Lors de la restitution du vélo, il suffit d'engager la patte d’ancrage dans une « bornette » libre et de bien attendre que le voyant redevienne vert et que la « bornette » émette un double son aigu. Restituer un vélo sur une « bornette » surmontée d'un voyant rouge est source d'erreurs de la part du système informatique.
Si la station est pleine lorsque le cycliste veut garer son Vel'oH!, il badge sa carte ou son ticket sur la borne et dispose d'un quart d'heure gratuit pour trouver une autre station. Il arrive que certaines stations répondent à l'usager qu'il reste une place disponible alors que tous les plots semblent occupés : c'est en particulier le cas lorsqu'un des vélos a été mal raccroché.

## Critiques
En 2011, peu de temps avant les élections communales, le mouvement des jeunes du Parti populaire chrétien-social (CSV) critique le service Vel'oH! jugé trop commercial et ne rendant pas service aux habitants, critiquant aussi le fait qu'il soit géré par une entreprise privée étrangère (JCDecaux est une société française).